# پیپولا
پیپولا (فنلاندی: Piippola) یک روستا و شهرداری سابق در فنلاند است.
پیپولا در استان از اولو واقع شده و بخشی از اوستروبوتنیای شمالی منطقه است. این روستا ۵۵۰ نفر جمعیت دارد (۳۱ دسامبر ۲۰۱۵). شهرداری سابق مساحتی به مساحت ۴۶۴٫۹۸ کیلومتر مربع (۱۷۹٫۵۳ مایل مربع) را پوشش می‌داد که از این مقدار ۹٫۲۸ کیلومتر مربع (۳٫۵۸ مایل مربع) آب است. تراکم جمعیت ۲٫۷۵ ساکن در هر کیلومتر مربع (۷٫۱ ساکن در هر مایل مربع) بود.